# Alfa Pendular

Logo Alfa Pendular

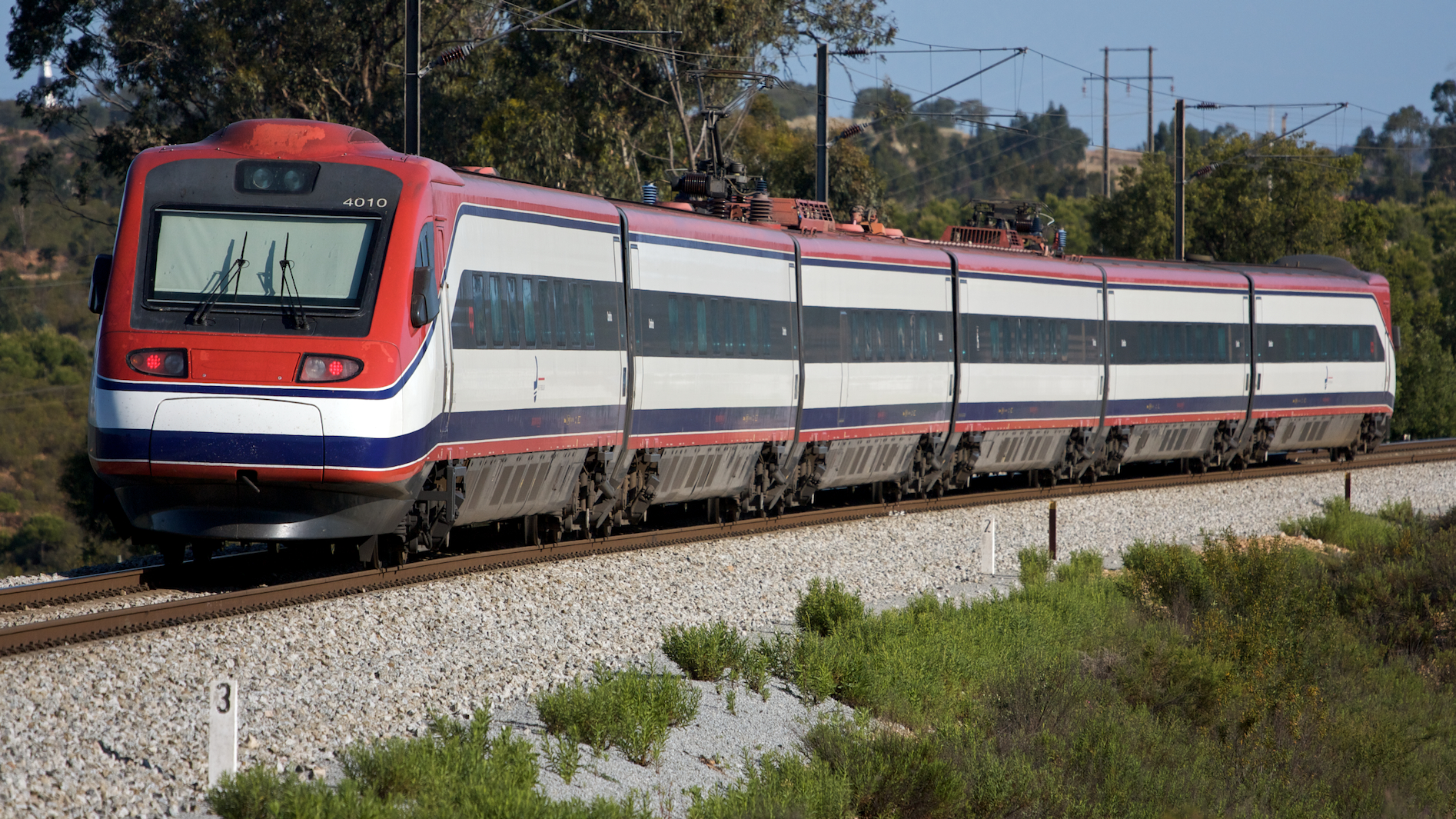
Ein Alfa Pendular der Baureihe 4000

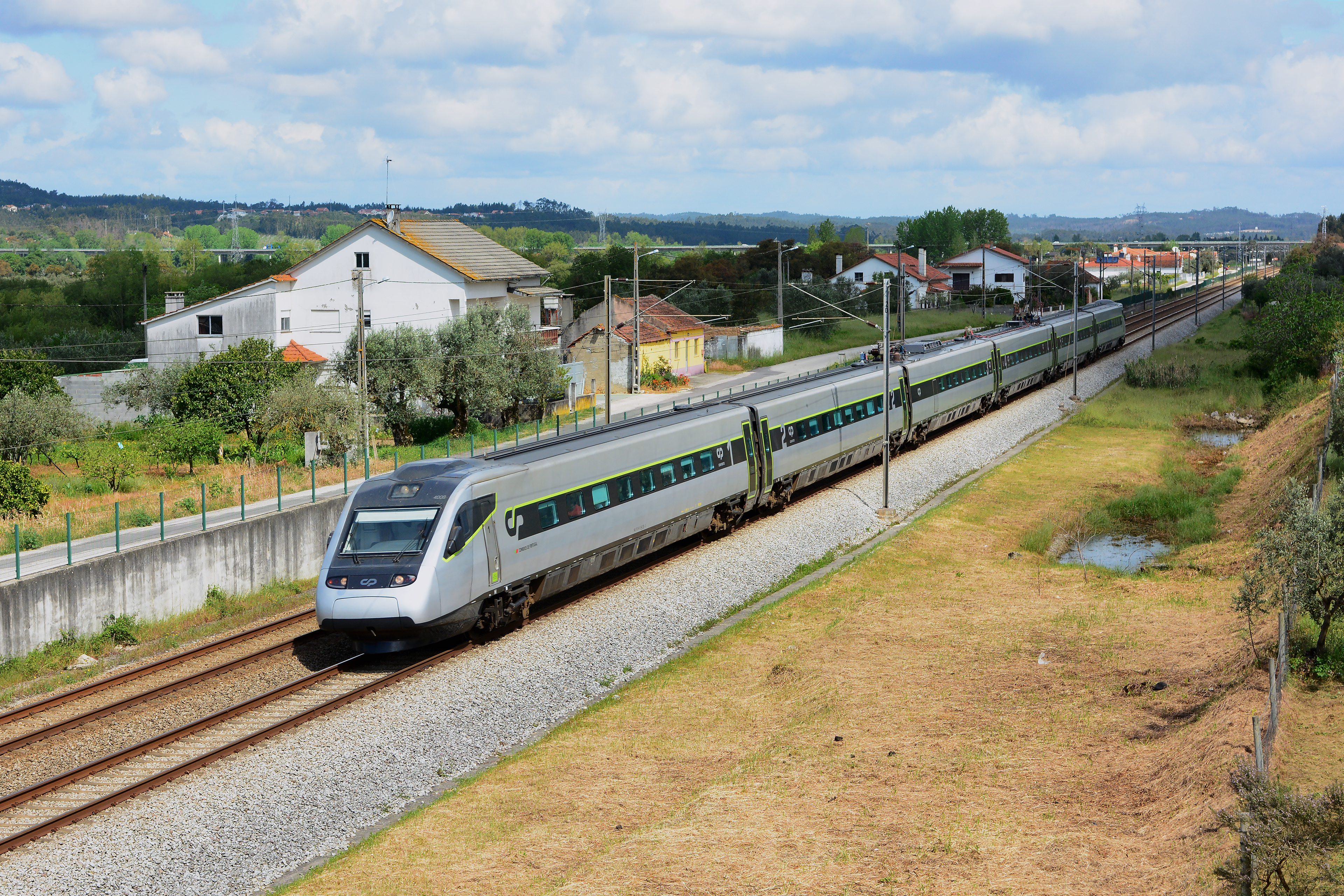
Seit 2016 werden die zehn Alfa-Pendular-Zugeinheiten überholt; unter anderem erhalten sie eine neue grau-schwarz-grüne Lackierung

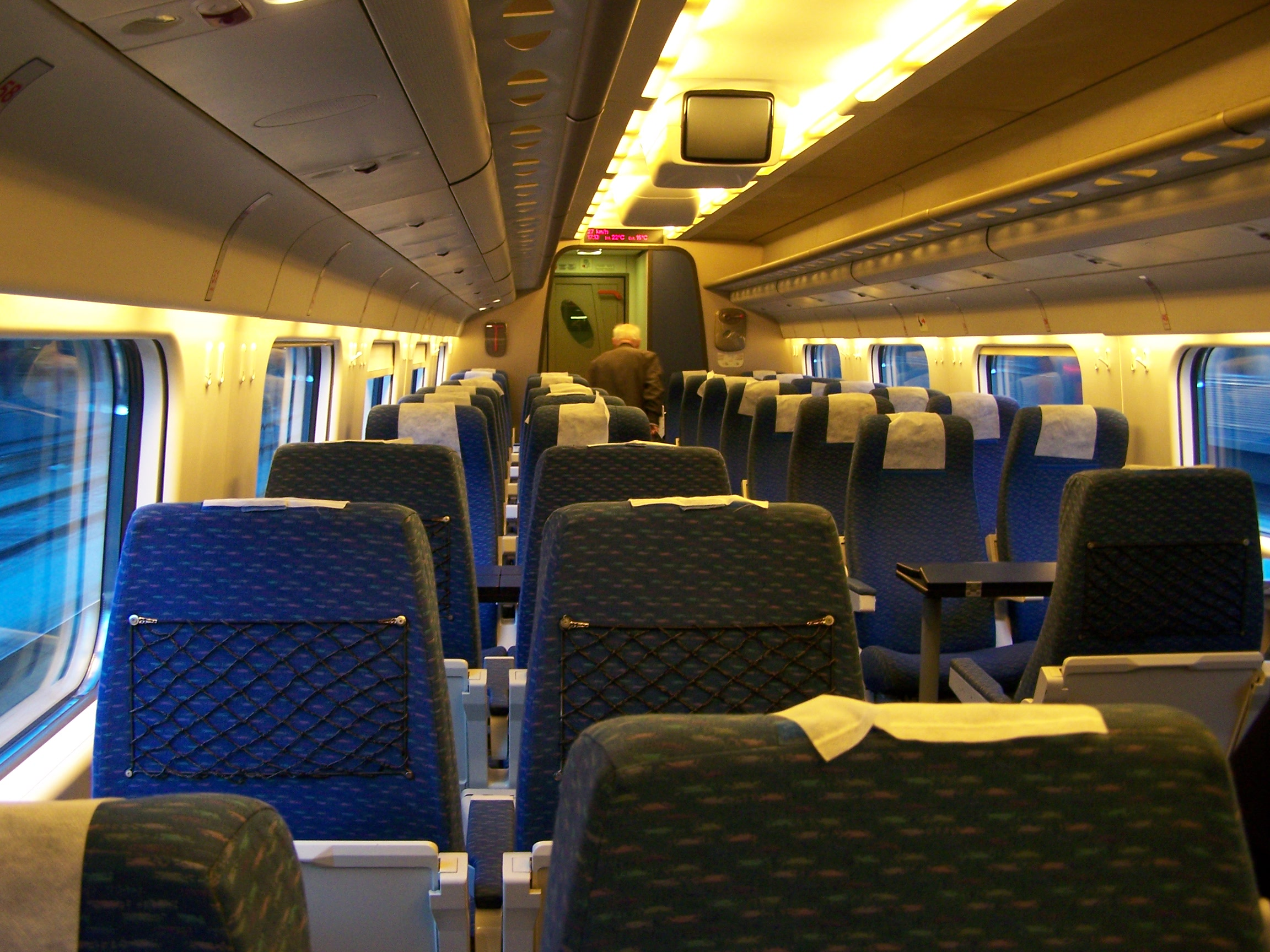
turístico-Klasse

Alfa Pendular [ˈalfɐ pẽduˈlaɾ] ist eine Zuggattung von Hochgeschwindigkeitszügen der portugiesischen Eisenbahngesellschaft Comboios de Portugal (CP), die seit 2006 komplett mit den mit Neigetechnik ausgerüsteten Hochgeschwindigkeitszügen der Baureihe 4000 bedient wird. Die Zuggattung bestand seit 1987 unter dem Namen „Alfa“ und bezeichnete besondere Schnellzüge zwischen den wichtigsten Städten von Portugal.

## Geschichte
Die ersten „Alfa“-Züge nahmen den Betrieb parallel zum neuen Intercidades-Liniennetz der damaligen Caminhos-de-ferro portugueses im Jahr 1987 auf. Speziell dafür beschaffte die CP nach französischem Vorbild gebaute Corail-Wagen sowie Lokomotiven der Baureihe 2600/2620.
In den neunziger Jahren plante die CP, die Alfa-Züge durch neue Hochgeschwindigkeitstriebzüge zu ersetzen, wie es bereits in Frankreich und in Deutschland geschehen war. Die CP bestellte dafür nach dem Vorbild der italienischen ETR 480 1996 zehn Einheiten bei GEC Alsthom. Im Juli 1999 wurde der fahrplanmäßige Betrieb der Züge auf der 329 km langen Strecke zwischen Lissabon und Porto aufgenommen. Die Hochgeschwindigkeitszüge, der bei CP die Baureihenbezeichnung 4000 erhielten, waren die ersten (und bisher einzigen) Fernverkehrstriebzüge der portugiesischen Staatsbahn.
Bei Betriebsaufnahme war die Geschwindigkeit der Züge zunächst auf 160 km/h begrenzt. Bis zu diesem Zeitpunkt waren vier der insgesamt zehn Sechswageneinheiten ausgeliefert, sodass bis 2006 zeitweise noch lokbespannte Corail-Wagenzüge eingesetzt werden mussten. In diesem Zusammenhang benannte die CP auch die Zuggattung von Alfa in Alfa Pendular, nach Pendolino, der italienischen Neigetechnik, um.
Alfa Pendular verkehren heute auf den Strecken:
- Lissabon-Santa Apolónia–Entroncamento–Coimbra-B–Aveiro–Vila Nova de Gaia–Porto-Campanhã(–Braga)
- Porto-Campanhã–Lissabon-Oriente–Pinhal Novo–Tunes–Albufeira–Loulé–Faro

Auf den Strecken zwischen Braga, Porto und Lissabon sowie zwischen Lissabon und Faro erreichen die Alfa Pendular Geschwindigkeiten bis 220 km/h.
Die sechsteiligen Züge bestehen aus zwei Wagen erster Klasse (conforto) und vier Wagen zweiter Klasse (turístico). Sämtliche Wagen sind Großraumwagen. Das Sitzschema entspricht dem in Europa üblichen mit 2+2 in der zweiten und 2+1 in der ersten Klasse. Die Wagen sind mit einer Reihenbestuhlung ausgerüstet, wobei jeweils nur die Hälfte der Plätze in Fahrtrichtung zeigt. Einzelne Sitzgruppen sind zudem mit einer vis-à-vis Bestuhlung versehen.
Von 2016 bis 2019 wurden die zehn Zugeinheiten für 18 Millionen Euro komplett modernisiert, sie erhielten dabei eine neue Inneneinrichtung und eine grün-silberne Lackierung. Die Modernisierung wurde von der CP-Tochter EMEF übernommen.